# Gut Tüschenbek
Das Gut Tüschenbek ist ein Herrensitz mit mittelalterlichen Wurzeln in der Gemeinde Groß Sarau im Kreis Herzogtum Lauenburg.

## Die alte Burg

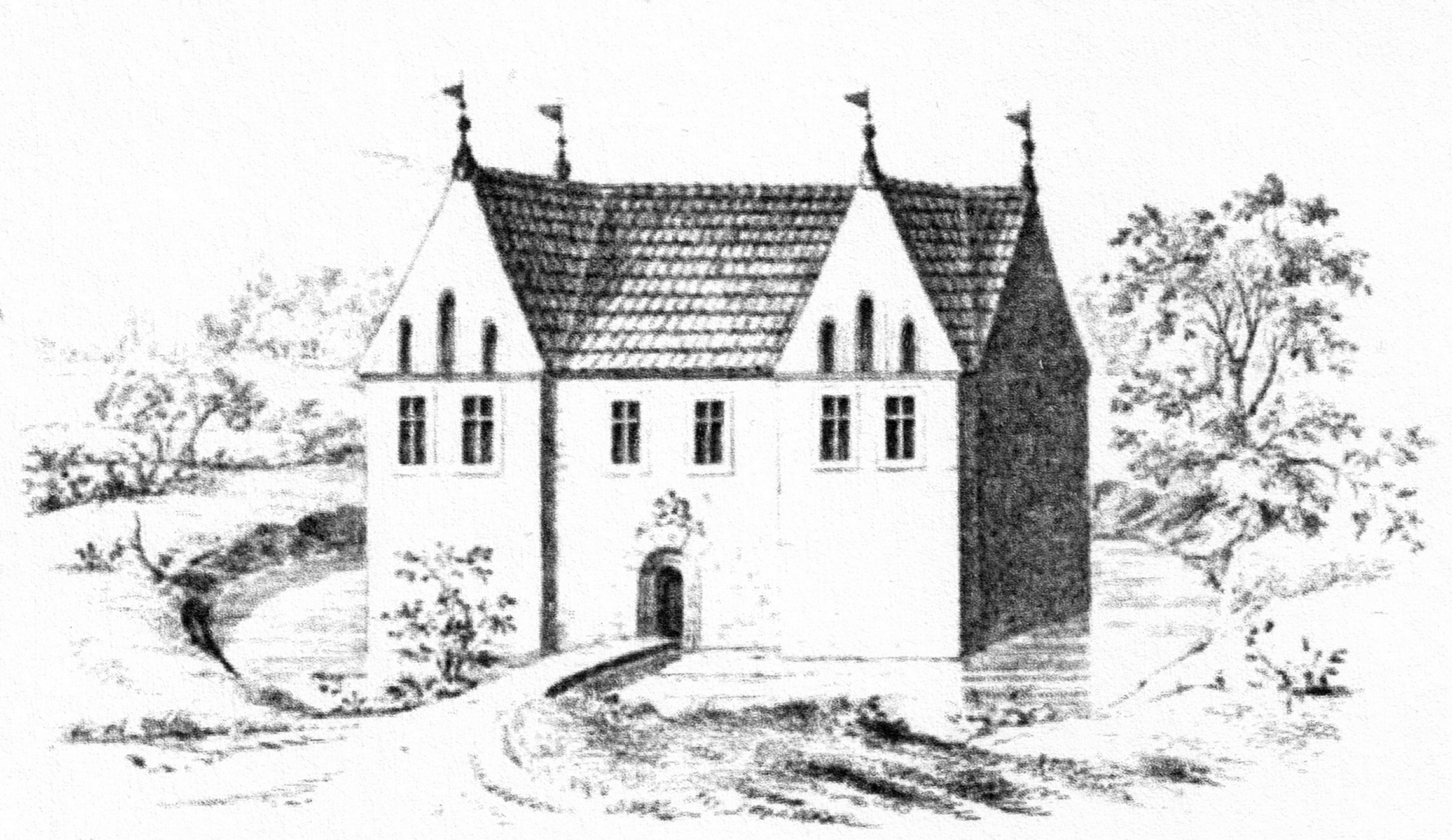
Tüschenbek 1563

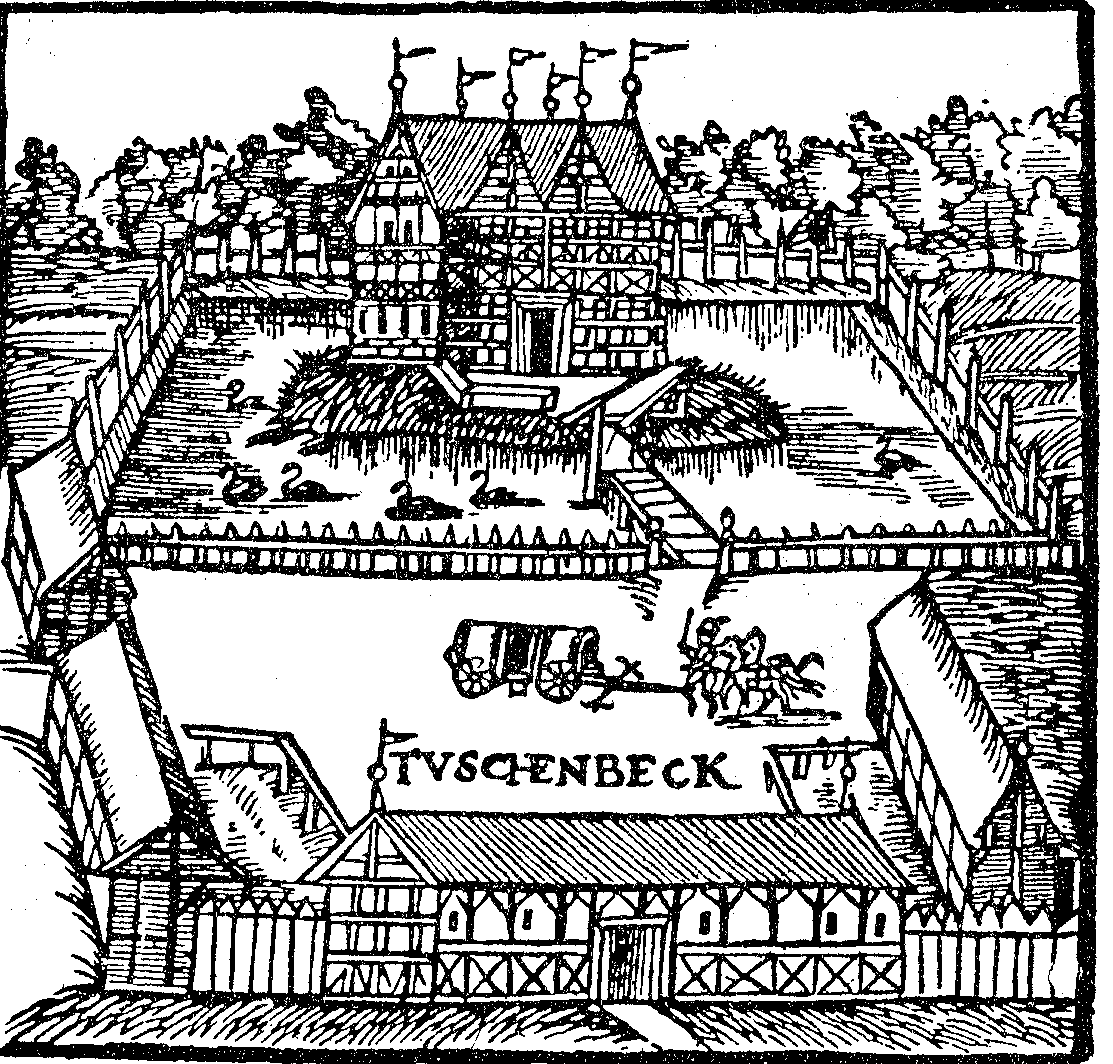
Tüschenbek 1590

Tüschenbek hieß anfänglich Toradesdorp und wurde erstmals 1212 als Wasserburg der adligen Familie Gronow und dann auch im Ratzeburger Zehntregister des Jahres 1230 urkundlich erwähnt. Der spätere Name Tüschenbek beschreibt die Lage tüschen (zwischen) Bek[en], also zwischen den Wasserläufen der Wakenitz und der Grönau, einem Wakenitzzufluss, von dem das benachbarte Groß Grönau seinen Namen hat. Der alte Hof Tüschenbek lag als Wasserburg etwa 800 m westlich der heutigen Hofanlage an der Grönau und ist als bewaldete Fläche heute noch in der Natur zu erkennen. 1476 war die adlige Familie von Carlow aus Mecklenburg im Besitz von Tüschenbek, bis es 1500 in den Besitz der Herzöge von Sachsen-Lauenburg überging. 1563 erwarb der dänische Statthalter von Schleswig-Holstein Heinrich Rantzau Tüschenbek für die Familie Rantzau, die es bis 1624 behielt. Heinrich Rantzau erbaute eine neue Hofanlage an der Stelle der alten Burg. Dieser Neubau der Renaissance ist auf der ältesten erhaltenen Abbildung von Tüschenbek am Rand der Rantzau-Tafel als Stift Nosocomion um 1585 und auf einem Holzschnitt von Peter Lindenberg von 1590 dokumentiert und zeigt eine mit Palisaden befestigte quadratische Hofanlage mit einem typischen Mehrgiebelhaus in Fachwerk und vorgelagertem Wirtschaftshof mit weiteren Fachwerkgebäuden. 1624 verkaufte Heinrich Rantzaus Sohn Tüschenbek wieder an die Herzöge von Sachsen-Lauenburg, die es zuletzt als Sitz der Witwe Sibylle Hedwig von Sachsen-Lauenburg nutzten. Das Land wurde verpachtet und die Gebäude verfielen während der Zeit des Dreißigjährigen Krieges zunehmend. 1690 kam Sachsen-Lauenburg an das Haus Hannover. 1703 vermachte Sibylle Hedwig die Güter Tüschenbek und Groß Sarau, die ihr Hannover belassen hatte, testamentarisch ihrer Jugendfreundin Armgard Margarete von Bernstorff, Schwester des Andreas Gottlieb von Bernstorff und Gemahlin des Christian Ulrich von Wackerbarth. Die lauenburgische Familie von Wackerbarth war auf Kogel ansässig.

## Heutige Hoflage
Gegen Ende des 18. Jahrhunderts geht Tüschenbek an die Lübecker Patrizierfamilie von Brömbsen. Unter Karl Friedrich von Brömbsen wurde die Hofanlage an die heutige Stelle verlegt. Er errichtete ein eingeschossiges Herrenhaus in Fachwerk. Bereits 1797 wurde die Familie von Luckner durch Heirat in Tüschenbek ansässig, musste das Gut jedoch wegen der wirtschaftlichen Verwerfungen nach der Franzosenzeit wieder 1828 an den Schotten Captain J. Stanley Carr abgeben, der die Landwirtschaft in Tüschenbek modernisierte. Carr wanderte 1850 nach Australien aus und erwarb einen landwirtschaftlichen Besitz in Westgarthtown unweit Melbourne.
1849 erwarb der Königlich Dänische Hofjägermeister Julius von Hollen (* 8. November 1804 in Hamburg; † 28. Februar  1879 in Schönweide) das Gut. Julius von Hollens Sohn Karl von Hollen erbaute bis 1889 das heute noch stehende villenartige Herrenhaus. Auch das neugotische Mausoleum wurde von der Familie von Hollen errichtet und diente ihr als Grablege. Das Gutshaus wird seit 1998 als Firmenzentrale des Assekuranzmaklers Gaedertz & Schneider genutzt. Die landwirtschaftlichen Flächen des Gutes wurden durch den Bau der A 20 zerschnitten.

## Rittergut und Patrimonialgericht
Das Gut war ein landtagsfähiges Rittergut, der Besitzer war daher Mitglied der Ritter- und Landschaft Lauenburgs. Ebenfalls mit dem Gut verbunden war die Patrimonialgerichtsbarkeit: der jeweilige Gutsherr war (oder bestimmte) den Richter für die Bewohner des Gutes, siehe auch die Liste der Gerichte im Herzogtum Sachsen-Lauenburg. Mit dem Übergang an Preußen endeten diese Rechte 1866.